# Bataille de Cossé
Chouannerie de 1815
Batailles
- Les Échaubrognes
- L'Aiguillon
- Aizenay
- Sainte-Anne-d'Auray
- Cossé
- Saint-Gilles-sur-Vie
- Redon
- Les Mathes
- Muzillac
- Rocheservière
- Thouars
- Auray
- Châteauneuf-du-Faou
- Guérande
- Fort la Latte

La bataille de Cossé se déroule le 29 mai 1815, lors de la chouannerie de 1815.

## Prélude
En Mayenne, la chouannerie de 1815 se limite aux arrondissements de Château-Gontier et de Laval, dans la moitié sud du département. La petite armée insurgée, forte de plus d'un millier d'hommes et commandée par Louis d'Andigné, entre sans rencontrer de résistance dans Pouancé le 24 mai, avant de se porter sur Craon le 26, puis Cossé-le-Vivien le 28. Les chefs chouans hésitent alors entre attaquer Laval ou Château-Gontier, avant d'opter finalement pour la deuxième ville. Cependant, une troupe de 166 Impériaux, commandée par le chef de bataillon Duvivier et constituée de 56 gendarmes, de soldats de ligne et de gardes nationaux, sort de Laval pendant la nuit et se porte à la rencontre des Chouans.

## Déroulement
Les Impériaux attaquent le bourg de Cossé dans la nuit du 28 au 29 mai,. Ils neutralisent un poste avancé, puis prennent par surprise les Chouans endormis ou ivres. 
D'Andigné rallie ses troupes hors du bourg, sur la route de Craon, puis tente une contre-attaque au lever du jour. Cependant les Impériaux évacuent rapidement Cossé et se déploient sur une hauteur qui offre une bonne position défensive. Ses troupes ayant perdu une grande partie de leurs maigres munitions, d'Andigné renonce à engager de nouveau le combat et se retire sur Le Bourg-d'Iré.

## Conséquences
Vide de troupes, Cossé est reprise par les Chouans le 31 mai, mais ces derniers l'évacuent à nouveau à l'annonce du retour des Impériaux. En juin, les Chouans de Mayenne suspendent leurs opérations.
L'affaire de Cossé remonte jusqu'à Napoléon, qui s'agace d'apprendre que Laval a pu être menacée sans avoir été mise en défense par le préfet de la Mayenne.

## Pertes
Du côté des Impériaux, le capitaine de la gendarmerie de la Mayenne rapporte que les pertes sont de deux gendarmes tués et d'un brigadier, d'un autre gendarme et de deux soldats ou gardes nationaux légèrement blessés. Du côté des Chouans, les pertes sont chiffrées par les bonapartistes à 22 ou 25 tués. Dans ses mémoires, Louis d'Andigné écrit qu'environ vingt de ses hommes ont été tués ou blessés, et reconnait que les bonapartistes ont perdu « moins de monde ».